# Steven Savile
Steven Savile (ur. 12 października 1969 w Newcastle) – brytyjski pisarz science-fiction i dark fantasy.
Za powieść Primeval: Shadow of the Jaguar przyznano mu w 2009 International MediaTie-In Writer's Scribe Award.
Opublikował między innymi powieści:
- The Secret Life of Colors (2000)
- Laughing Boy's Shadow (2003 i 2007)
- Silver (2010) – wydanie polskie: Srebro, wydawnictwo Replika 2010.